# Federazione cestistica della Francia
La Fédération Française de Basket-Ball (acronimo FFBB) è l'organo responsabile dell'organizzazione, della direzione e dello sviluppo della pallacanestro in Francia. È stata fondata nel 1932 ed è affiliata alla FIBA dal 1933.

## Organizzazione
La FFBB è composta da 33 leghe regionali e da 108 comitati. La sua direzione è affidata ad un Comitato di Direzione formato da 35 membri e da un presidente, eletti ogni quattro anni.

## Storia

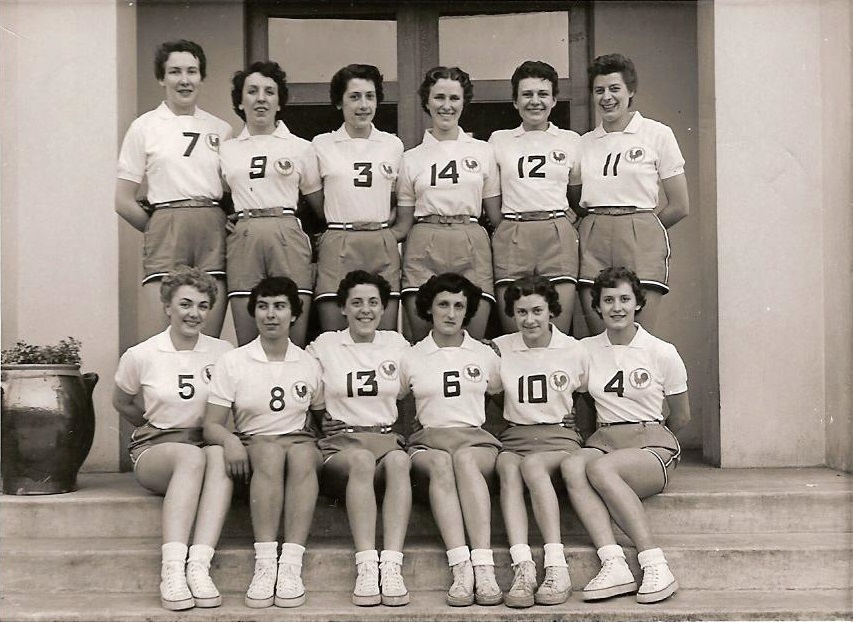
La squadra femminile che si prepara ai mondiali 1953.

Arrivato in Francia nel 1920, il basket venne affidato alla Fédération française d'athlétisme, che nel 1929 assunse addirittura il nome di Fédération française d'athlétisme et de basketball. Il 15 novembre 1932 la FFBB ottiene la piena indipendenza dall'atletica e nel 1936 accoglie anche la sezione femminile della pallacanestro.
Nel 1937, a due anni dalla prima partecipazione agli Europei, i francesi conquistano il bronzo al campionato continentale in Lettonia.
Nel 1987 il professionismo viene introdotto nel settore maschile, con la creazione della Ligue Nationale de Basket-ball.

## Presidenti
- 1920-1929: Jean Bélanger
- 1929-1931: Armand Lille
- 1931-1938: Marcel Barrillé
- 1938-1940: Marie-Eugène Bouge
- 1940-1945: C. Pile (Nord) e A. Pichon (Sud)
- 1945-1956: Charles Boizard
- 1956-1957: Paul Geist
- 1957-1959: Robert Lescaret
- 1959-1960: René Gibard
- 1960-1962: Donatien Robin
- 1962-1966: Maurice Chavinier
- 1966-1980: Robert Busnel
- 1980-1985: Robert Founs
- 1985-1992: René David
- 1992-2010: Yvan Mainini
- dal 2010: Jean-Pierre Siutat